# Cymosafia dolorosa
Cymosafia dolorosa är en fjärilsart som beskrevs av Köhler 1979. Cymosafia dolorosa ingår i släktet Cymosafia och familjen nattflyn. Inga underarter finns listade i Catalogue of Life.